# Phantasmes
Phantasmes è un cortometraggio muto francese del 1917 diretto e scritto da Marcel L'Herbier. Il film è interpretato da Claude-France Aïssé e Roger Karl.